# 晋冀鲁豫中央局
中共晋冀鲁豫中央局是中国共产党在第二次国共战争初期负责晋冀鲁豫边区的领导机构。 

## 历史
1945年8月20日，北方局撤销，晋冀鲁豫中央局在河北省涉县赤岸村成立。1948年6月与晋察冀中央局合并为中共中央华北局。
- 书记
  - 邓小平
  - 薄一波
- 副书记
  - 薄一波
- 常委：刘伯承、邓小平、薄一波、滕代远、王宏坤、张际春、王从吾、杨秀峰
- 委员：刘伯承、邓小平、薄一波，滕代远，王宏坤，张际春，王从吾，李达，杨立三，王新亭，李大章，杨秀峰，陈赓，李雪峰，宋任穷，陈再道，杨勇，李菁玉，张霖之，杨得志，苏振华
- 下辖：
  - 太行区党委
  - 太岳区党委
  - 冀南区党委
  - 冀鲁豫区党委

1946年初，晋冀鲁豫中央局城工部在河北省武安县伯延镇成立，中央局副书记薄一波兼部长，后改由孔祥祯任部长，何英才任副部长，张箴任秘书。刘邓大军进入大别山后，为了适应开辟新区和配合全国解放工作的需要，部长孔祥祯随军随军南下，原城工部缩编为城工科，林一任科长。
1947年8月刘邓大军千里跃进大别山后，南下主力部队称为“晋冀鲁豫南征野战军”。陈毅、粟裕兵团初到鲁西南后，1947年8月11日毛泽东电令：“统一归刘邓指挥。”但同时指示陈毅、粟裕：“一切决策临机处置，不要请示。” 8月16日，为保障远离华东的陈粟大军供应，毛泽东致电主持晋冀鲁豫军区工作的第二副司令员滕代远：

滕，并告陈粟：

       删辰电悉。（一）我山东主力六个纵队及炮纵均在冀鲁豫及豫皖苏地区作战，你们必须以全力援助解决供应问题，即派负责人去聊城、寿张找陈粟商量。（二）王新亭纵队仍在太岳地区，以一部攻占垣曲，策应豫西陈谢行动。（李）先念率赵纵【中原突围部队整编的晋冀鲁豫野战军第十二纵队】至聊城，受陈粟指挥，相机南进。王宏坤纵队【晋冀鲁豫野战军第十纵队】迅速完成编整准备，于本月底下月初受陈粟指挥，加入鲁西南作战。

　　                                                                        军　委

　　                                                                          铣申

陈粟兵团南下陇海路进入豫皖苏后，为统一调配中原军政体制，周恩来为中央军委拟定电报指示：

重新划分华东野战军及渤海区建制

刘邓，徐滕薄，陈粟，张邓，饶黎张曾〔2〕（并转许谭〔3〕）并告朱刘，叶杨〔4〕：

　　由于目前华东地区与渤海隔断及陈粟西兵团执行新战略任务，特将华东野战军及渤海区重新区分如下：

　　一、陈粟西兵团改为晋冀鲁豫野战军，受晋冀鲁豫中央局领导，除现辖之第一、第三、第四、第六、第八、第十纵队外，王秉璋纵队【晋冀鲁豫野战军第十一纵队】划归其直辖。

　　二、渤海区暂时划归晋冀鲁豫中央局领导。

　　三、陈、粟、张、邓四同志加入晋冀鲁豫中央局为委员，邓小平仍为中原局书记兼晋冀鲁豫中央局书记，薄一波为晋冀鲁豫中央局第一副书记并代理书记，陈毅为该局第二副书记。陈、粟代表该局负责指导黄河以南、运河以西、平汉以东、淮河以北地区之党政军民工作，以利直接支援前线。张【张鼎丞】、邓【邓子恢】代表该局指导渤海地区工作。

　　四、晋冀鲁豫中央局负责统筹刘邓、陈粟两野战军及陈谢兵团的后勤供给。在目前，除供应刘邓、陈谢两军不可放松外，应将供应陈粟野战军工作放在紧要地位。

　　五、华东野战军东兵团改为华东野战兵团，由许、谭负责指挥，受华东局直接领导，辖第二、第七、第九、第十三纵队。

　　                    

                                                                                       中央军委

　　                                                                                    申养

1947年10月15日，毛泽东就“东西兵团的指挥和建制等问题”，再次致电陈毅和粟裕：

陈粟： 

      （一）我们意见，许谭东兵团及其他华东部队一切行动由华东局指挥，让漱石学习战争指挥甚为必要。胶东此次防御部署及反攻部署均甚适当，再过若干时期，漱石及黎玉均可在军事指挥上锻炼出来，你们有意见向饶、黎提出。你们则集中精力，指挥西兵团及规定区域一切武装之作战，该区一千万人民群众之发动，党及政权之建立与发展，部队给养之筹划等事项。

     （二）你们部队对外仍称华东野战军，对内则属晋冀鲁豫建制，以利部队补给及地方工作之统筹。一切后方补给事宜及地方工作干部之派遣等事，你们应尊重徐滕薄意见，向他们报告情况，请他们指示办法。

     （三）因胶东、渤海、鲁中三区现在已可打通，渤海武装应即向黄河以南发展，故将原决定改变，渤海仍归华东局管辖，但该区对于你们的补给事宜，则仍归邯郸局统一筹划，以免分歧。

      （四）战局可能发展得快，六个月内（十月至三月），你们各纵在河淮之间作战，另准备以原淮南独立旅恢复淮南。六个月后（约在明年四月），你们须准备以一个或两个纵队出皖浙赣（不是闽浙赣）边区。那时拟由刘邓方面派一个或两个纵队出湘鄂赣边区。当你们派部出皖浙赣时，拟由许谭所部四个纵队中抽出一个加强你们西兵团兵力，但此是预计，须待那时考虑方能决定，现时不要通知他们。

      （五）我们发给你们电报中，有许多未接你们复电，不知你们是否收到及是否同意。嗣后，你们收到我们电报，请复电说明收到某日某时电，同时对该电内容哪些可以实行，哪些与情况不符不能实行，表示你们具体意见。 

                                                                                     毛　

十五日二十二时